# 卡賓槍騎兵
卡賓槍騎兵是意大利的國家憲兵，主要職責包括管理軍隊及協同意大利警察維持社會治安。在過去，卡賓槍騎兵曾經是意大利陸軍第一支組成部隊，自2000年3月31日開始，這支極具陸軍傳統文化的部隊正式升格為意大利海陸空三軍之外的第四個獨立軍種，由國防部直接管轄和指揮。

## 歷史沿革

### 早期歷史

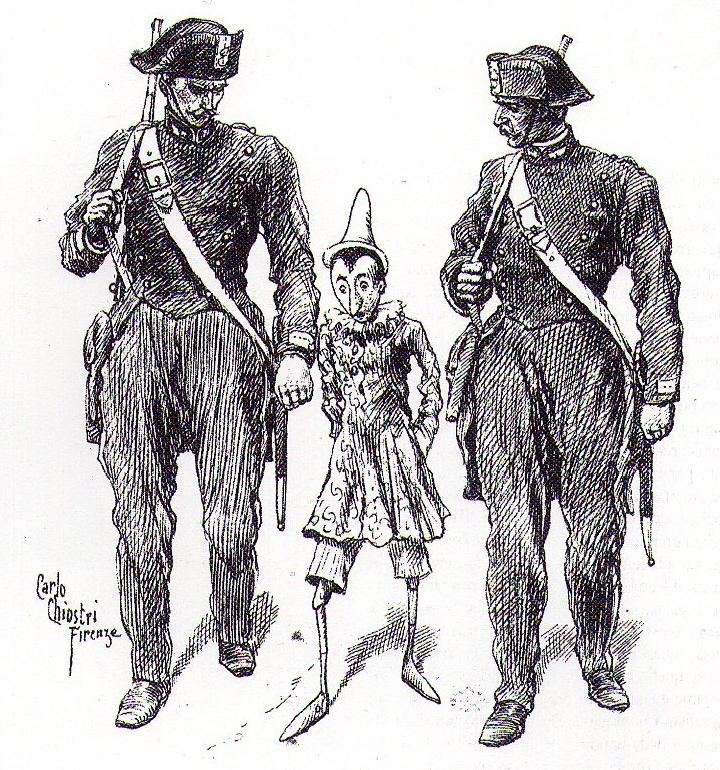
19世紀描繪卡賓槍騎兵的版畫。

卡賓槍騎兵隊的起源可以追溯到18世紀，當時薩丁尼亞王國國王维托里奥·埃马努埃莱一世下令組建一支專業警察部隊，以取代成立於1726年，以志願者組成的迪撒丁島兵團（Dragoni di Sardegna corps）來執行王國的警務工作。1814年薩丁尼亞收復了法國軍隊在18世紀末佔領的都靈，並把原热那亚共和国合并，成立了領土面積更大的薩丁尼亞-皮埃蒙特王国，1814年7月13日，薩丁尼亞卡賓槍騎兵隊升格為薩丁尼亞王國的御前部隊，並冠以「皇家」的名銜。皇家卡賓槍騎兵隊部署到薩丁尼亞王國境內每一個省，每省通常駐紮一個師的兵力，而每一個師則由兩支分隊組成，各由一名中尉統領，部隊的主要職能是指揮並協調王國境內的警務工作，並與各屯駐地的居民建立直接的溝通和接觸。1868年，皇家卡賓槍騎兵隊成立了一支胸甲騎兵團，作為皇室的御用騎兵衛隊。1946年意大利共和國成立後，這支胸甲騎兵保留下來，並改為負責共和國總統的保安和儀仗任務。隨著意大利統一運動的進程，薩丁尼亞王國的版圖不斷擴大，皇家卡賓槍騎兵隊的規模也隨之上升。1861年3月17日，在吞併了兩西西里王國後，意大利王国正式宣布成立，薩丁尼亞王國成為歷史，而皇家卡賓槍騎兵隊也從一支警察隊伍改組為意大利陸軍的第一支正規軍隊。

### 第二次世界大戰
作為「第一陸軍」，卡賓槍騎兵幾乎參加了意大利王國成立後的每一場戰爭，這包括第一次世界大戰和其後的第二次世界大戰。在王國總理墨索里尼的國家法西斯黨統治時期（1922年—1943年），卡賓槍騎兵也淪為法西斯黨其中一支親信部隊，專門負責鎮壓意大利境內的其他政治異見勢力。在同一時期，特別是1930年代末，部分隸屬意大利非洲殖民地警察的卡賓槍騎兵成員也參與了類似的鎮壓行動，在意大利侵略衣索比亞帝國戰爭期間的犯下不少戰爭罪行。作為具有憲兵性質的部隊，卡賓槍騎兵也曾調派至意大利控制下的保護國克羅埃西亞獨立國，和納粹德國一起打擊鐵托的南斯拉夫游擊隊。
隨著意大利總理墨索里尼在1943年7月倒台，昔日效忠於法西斯黨的卡賓槍騎兵在意大利國王維托里奧·埃馬努埃萊三世命令下旋即在羅馬的阿达别墅將他逮捕，並囚禁在阿奎拉省的高山地帶「皇帝之原」（Campo Imperatore）的別墅裡。1943年9月8日，意大利投降，並因南北部地區政見不同而分裂成兩部分；北部由法西斯主義者組建意大利社會共和國，而南部則恢復為墨索里尼奪權前的民主意大利王國。卡賓槍騎兵也因此分開為兩派；南方的意大利卡賓槍解放軍（Carabinieri Command for Liberated Italy ）成立於巴里（Bari），並招募新兵動員民眾參加意大利解放運動，與已經進入意大利的盟國部隊聯組「意大利聯合交戰國部隊」（Italian Co-Belligerent Army），對付在納粹德國援助下盤踞北部地區的法西斯餘黨。在墨索里尼得救後，殘餘的法西斯黨人組織了留在北部、仍然忠於墨索里尼的卡賓槍騎兵隊員，以及一些倖存的黑衣黨成員，建立了一支「黑衣旅」，在其控制區內大肆報復法西斯黨的反對者，並和南部的解放軍及盟軍進行對抗。儘管在全盛時期，黑衣旅一度自稱擁有超過49個旅級部隊，但其實每個「旅」只相當於一個規模稍大的連，總兵力最多也不超過1，2000人。
由於卡賓槍騎兵隊在墨索里尼倒台所扮演的角色，以及在納粹佔領羅馬期間，僅有的兩個與德軍作戰的團隊之一就是來自第二卡賓槍騎兵軍校的學生營，德軍對卡賓槍騎兵變得極不信任。在1943年10月德國佔領義大利北部組建意大利社會共和國後，所有佔領區內的卡賓槍騎兵單位都遭到解散，不少官兵被逮捕並遣送德國充當苦力。因此，大批憎恨納粹的卡賓槍騎兵成員紛紛轉投義大利解放軍陣營。在南斯拉夫，由前卡賓槍騎兵隊官兵組成的游擊隊和以前的敵人——南斯拉夫游擊隊並肩作戰，共同對抗德軍，並且蒙受了慘重的損失。根據戰後統計，有大約14,000名卡賓槍騎兵倒戈相向，其中有2,735人在與納粹德軍的對抗中陣亡，超過6,500人負傷，在最慘烈的南斯拉夫地區，有大約80%的卡賓槍騎兵犧牲在與軸心國的游擊戰中。卡賓槍騎兵用自己的鮮血和犧牲，換回了戰後意大利政府頒予的銀質軍事勇氣勳章，作為對他們忠誠衛國的褒揚。

### 戰後發展
第二次世界大戰結束後，卡賓槍騎兵進行重組，繼續充當新成立的意大利共和國的軍事與警備力量。作為一支國家武裝和警察部隊，卡賓槍騎兵在戰後積極活躍境內外各種國土防衛、國際維和、反恐怖主義、人道救援、治安執法等任務。並和許多國際組織或軍事聯盟維持緊密合作，這些組織包括：聯合國、北約、歐洲安全組織和歐盟（早期稱歐洲共同體）。
為了應對國內猖獗的黑手黨和自慕尼黑事件後日益嚴峻的國際恐怖主義威脅，意大利政府因應最新的境內外局勢，和同期大部分西方國家一樣，成立了本國的特勤部隊以處理突發性安全危機。而新成立的特別干預組就編入擁有深厚陸軍傳統與豐富作戰經驗的卡賓槍騎兵。特別干預組最出名的行動要數1997年5月在威尼斯發生的聖馬可廣場鐘樓狹持事件，當時十名威尼斯獨立運動槍手用自製裝甲車衝擊鐘樓，挾持多名員工充當人質，並且在鐘樓上升起了威尼斯獨立運動的旗幟。卡賓槍騎兵在接獲支援請求後，立即出動特別干預組採取營救行動，特勤人員從鐘樓的外牆攀爬而上，成功逮捕所有槍手並平安解救了全部人質。
在意大利這個歐洲少有的地震高發國家，卡賓槍騎兵在戰後境內的多場重大地震中也積極參與了救災工作，其中包括：1962年的伊爾皮尼亞地震、1968年的伯利茲地震、1972年的安科納地震、1976年的弗留利地震、1980年的坎帕尼亞和巴西利卡塔地震。另外，1966年因維昂特大壩潰提事件中，卡賓槍騎兵也曾出動前往幾乎完全淹沒在上游洪水中的重災區——兰加隆镇進行搜救工作。
作為意大利陸軍旗下的部隊（2003年後改制為意大利獨立兵種），卡賓槍騎兵也積極參與北約、歐盟、和聯合國的防衛、維和以及人道主義行動。在北約行動方面，卡賓槍騎兵不但為盟國的後勤管理、物流運輸提供了充分的保障，而且在實戰行動上也貢獻著重要的力量——卡賓槍騎兵屬下的圖斯卡尼亞傘兵團就是意大利和北約空降部隊的中堅主力之一。卡賓槍騎兵自北約成立以來曾參與的、最重大的軍事行動要數北約對科索沃衝突的干預行動。自1998年起，卡賓槍騎兵部署在波斯尼亞，協同安全部隊維持該區公共安全，協助難民返鄉，落實地方少數民族政府選舉以及在局勢緊張的地區協同IPTF（安全部隊在波黑地區組建的國際警備隊伍）依照相關法律有秩序地進行管理。另外，卡賓槍騎兵由1999年開始也進駐由北約控制下的科索沃地區，聯同多國安全部隊巡邏高危地帶以維持地區秩序和穩定。此外，卡賓槍騎兵也和駐科索沃的聯合國警察部隊在戰爭罪行調查和情報蒐集方面保持合作。在2001年，卡賓槍騎兵再次派遣到馬其頓地區，參與北約瓦解盤踞在當地的科索沃解放軍與維持地區穩定的軍事行動。在同一行動中，一名隸屬卡賓槍騎兵的軍官奉命前往阿爾巴尼亞地區，以維持自2002年成立的北約總司令部與阿爾巴尼亞政府的聯繫及監察科索沃地區的通訊交通狀況。
在聯合國行動方面，卡賓槍騎兵曾派出10名隊員在1991年至1995年期間赴聖薩爾多和危地馬拉地區參與聯合國維和行動，協助保障以上兩個地區居民的人權狀況。最後在聯合國的調停下聖薩爾多和危地馬拉的領導人分別和當地的游擊隊領袖簽訂了停火協議，結束了多年的衝突。在幾乎同一時間，卡賓槍騎兵也派出了80名隊員部署到於1992年剛簽訂停戰協定的柬埔寨維持地區和平，並監督選舉制度的落實和真相調查的獨立進行。
自從2001年911襲擊發生後，隨著反恐戰爭的打響，卡賓槍騎兵也積極投入於阿富汗及伊拉克的反恐戰場上。在2003年，設立在伊拉克東南部地區纳西里耶的卡賓槍騎兵總部遭受自殺式炸彈襲擊，造成12名卡賓槍騎兵隊員喪生。是次襲擊使意大利武裝部隊，首次在參與由美國主導的伊拉克維和行動期間遭遇人員傷亡。

## 組織管理

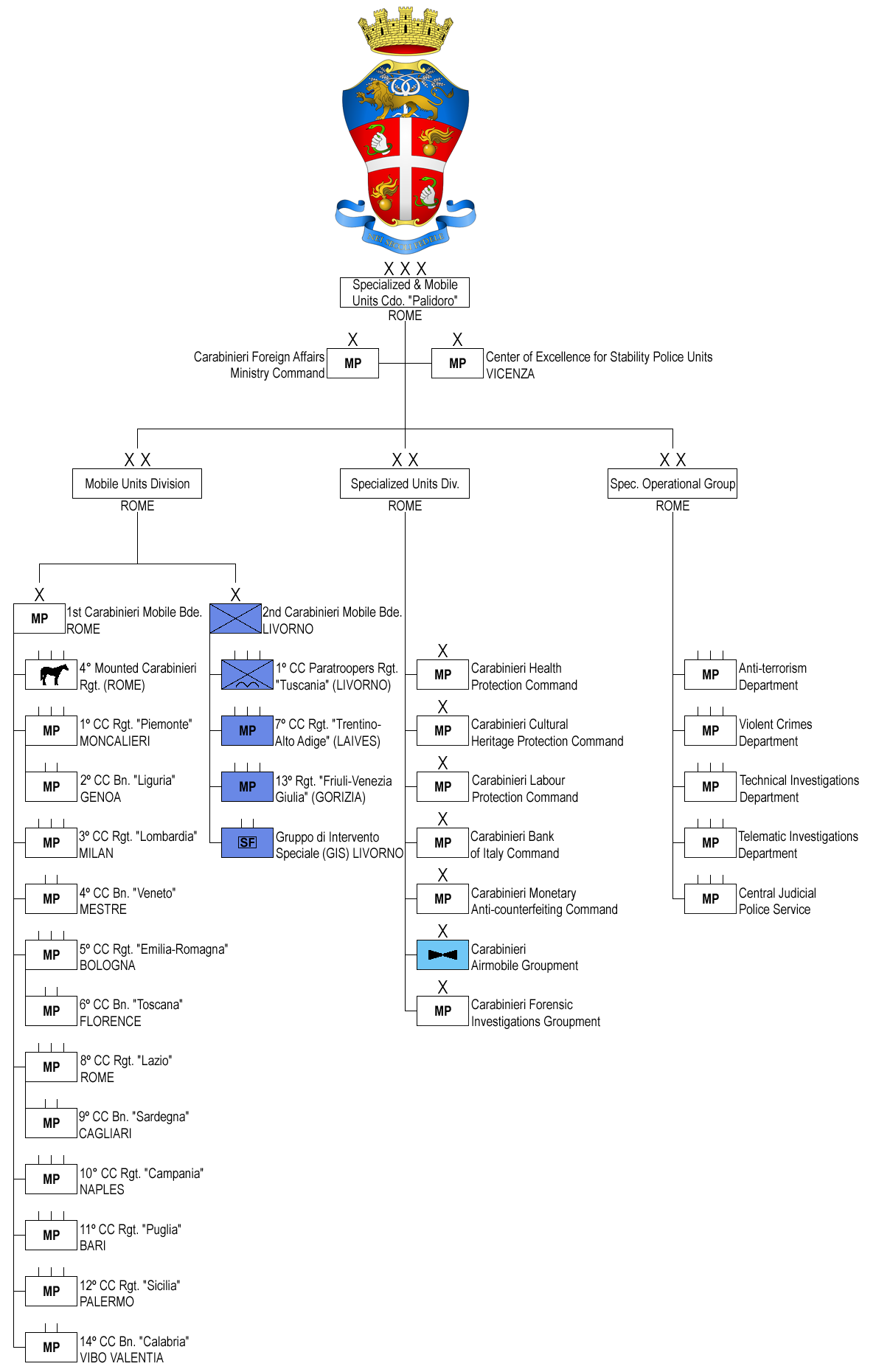
卡賓槍騎兵特種及機動單位司令部（帕里多洛司令部）組織架構圖

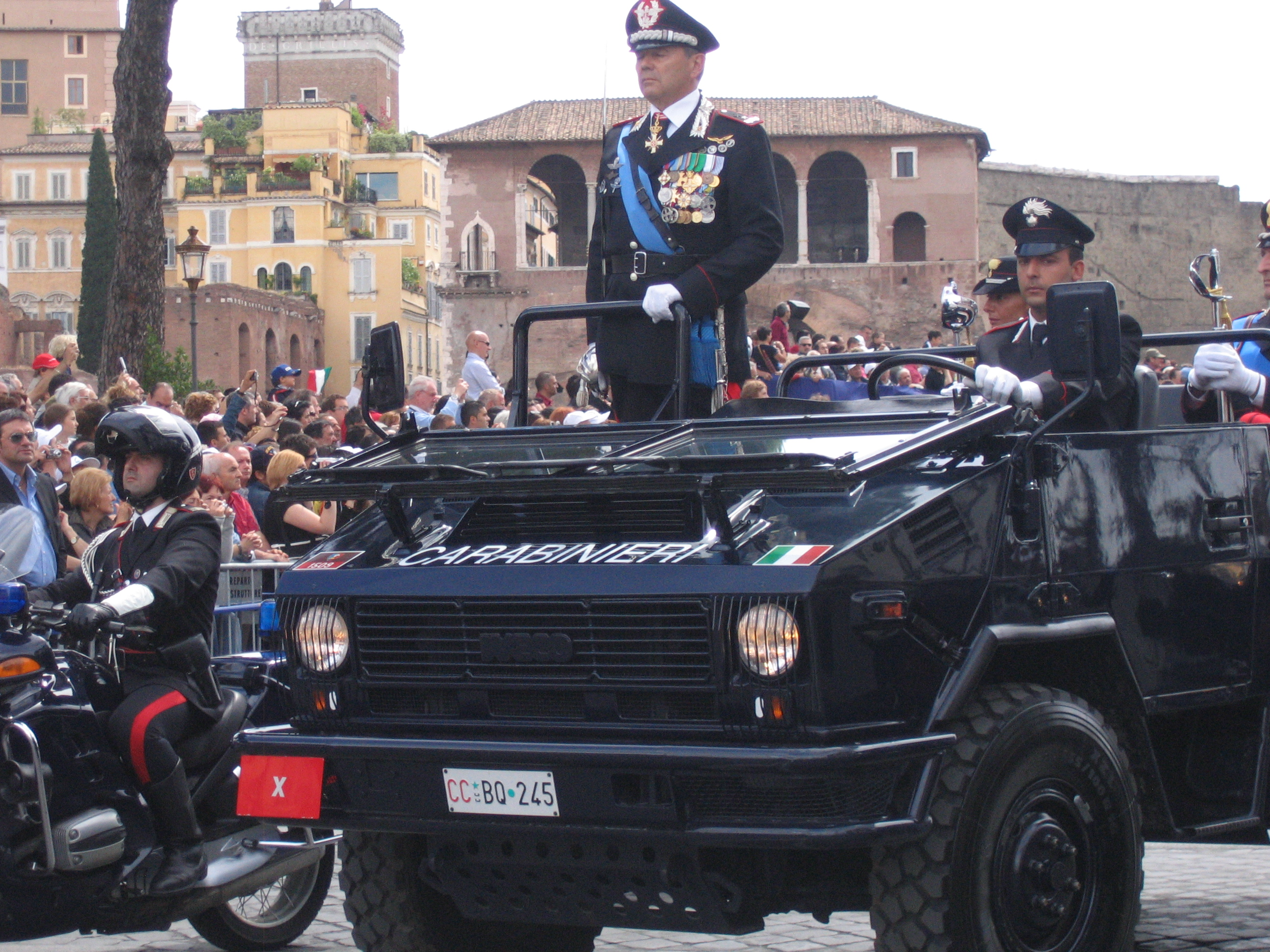
一名卡賓槍騎兵高級將領，搭乘一輛吉普車參與閱兵巡遊，攝於2007年。

儘管身兼軍隊與警察的雙重任務，卡賓槍騎兵的工作還是以維持國內治安為主，近八成的部隊部署到意大利境內各個行政區，當中包含包5個跨域司令部、19個地區司令部、102個省級司令部。
除了上述的地區性單位，卡賓槍騎兵還包括了幾個由設於首都羅馬的特種及機動單位司令部（帕里多洛司令部）直接管轄的分部：

### 機動單位部
機動單位部下轄第一機動旅和第二機動旅，第二機動旅則擁有兩支精銳部隊——第一「圖斯卡尼亞」空降團和GIS特勤隊。

### 專案單位部
專案單位部責處理各種特殊案件，並且統帥以下不同的專業部門：
- 卡賓槍騎兵外事司令部（負責和外交部協調）
- 卡賓槍騎兵義大利國家銀行司令部
- 卡賓槍騎兵農業政策產品司令部
- 卡賓槍騎兵工作環境安全司令部
- 卡賓槍騎兵文化遺產司令部
- 卡賓槍騎兵食品衛生安全司令部
- 卡賓槍騎兵環境保護司令部
- 卡賓槍騎兵防偽幣司令部
- 卡賓槍騎兵科學調查部

### 特種行動群
特種行動群負責對付有組織犯罪 (黑手黨) 和恐怖組織，下轄：
- 有組織犯罪小組
- 麻藥和綁架小組
- 分析小組
- 反顛覆小組
- 科技小組

### 特別任務小組

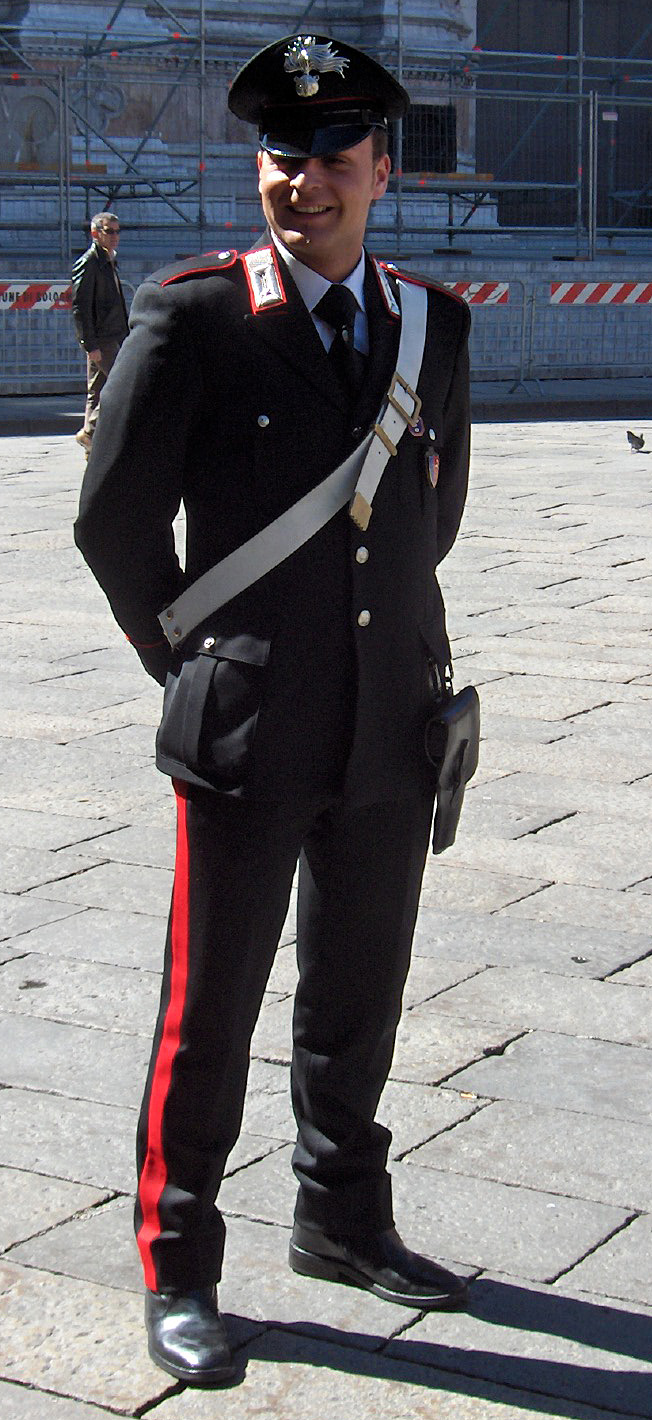
一名身穿日常制服的卡賓槍騎兵

特別任務小組主要負責意大利總統、總統官邸、海外大使館與領事館的保安和儀仗任務，當中包括著名的胸甲騎兵團（Corazzieri，其隊員身高必須至少達到1米90或以上)，此外特別任務小組也和意大利警察協同維持境內的公共安全。

## 制服

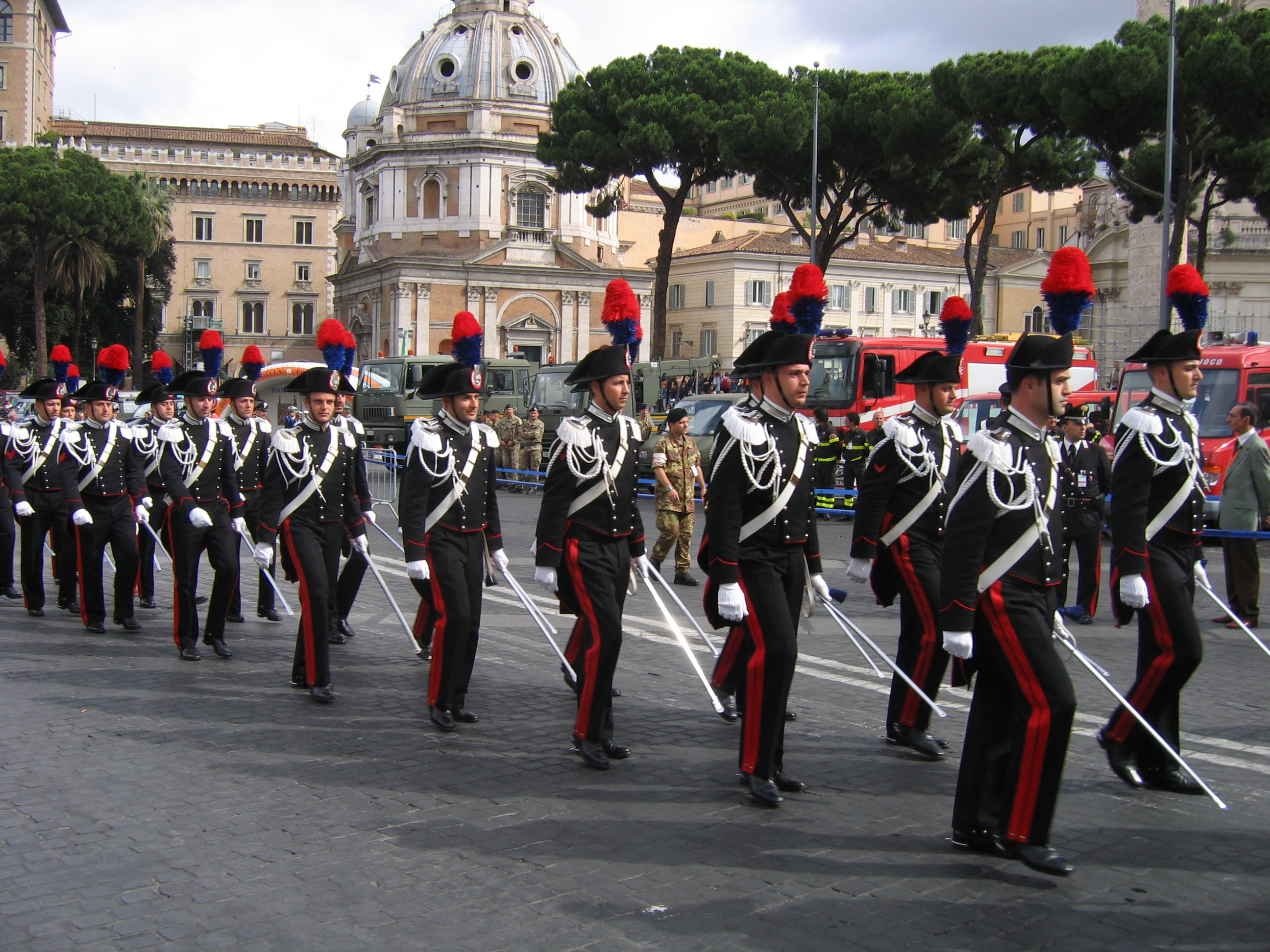
身穿大禮服，頭戴雙角帽的卡賓槍騎兵參加2007年的共和國日閱兵巡遊

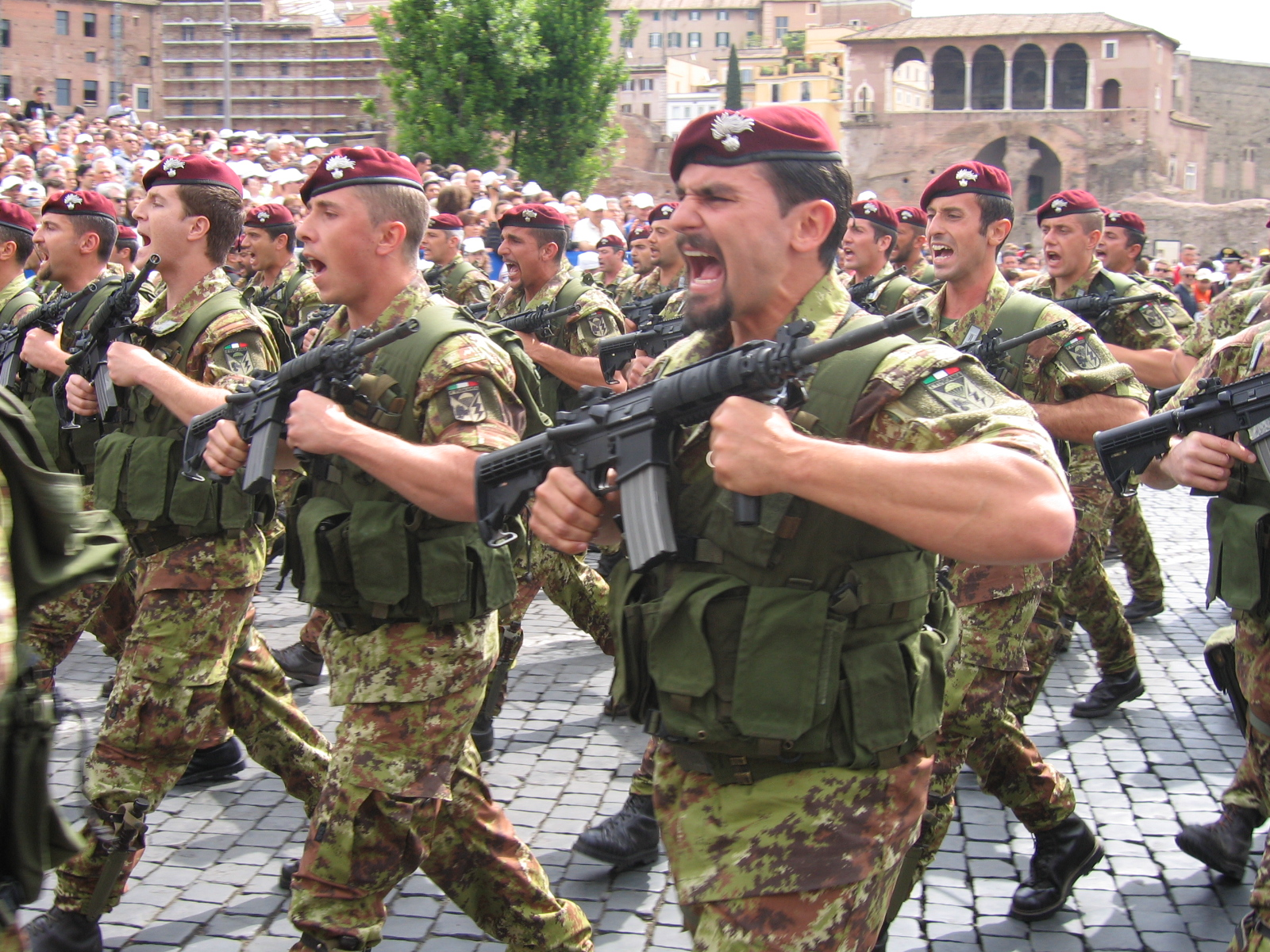
身穿迷彩服的第一空降兵隊員，隸屬卡賓槍騎兵維泰博軍團

卡賓槍騎兵的常服為深藍色，佩戴一頂同色的尖頂大蓋帽，帽檣上有一枚銀色的帽徽，為一具燃燒中的手榴彈，這是卡賓槍騎兵的標誌。除了日常制服外，由於在意大利具有特殊的地位，卡賓槍騎兵隊員也會獲發一套式樣與別不同，造型較為華麗的大禮服於重要場合時穿著。大禮服為立領雙排鈕扣式樣，顏色為深藍色，在袖口和褲縫有紅色鑲邊。穿戴大禮服時隊員一般還會佩戴白色斜肩帶、銀色綬帶、吊穗肩章和一頂帶有羽毛裝飾的雙角帽。
在執行作戰任務時，卡賓槍騎兵隊員也會穿著迷彩服，卡賓槍騎兵配發的迷彩服和意大利陸軍現役的制式迷彩服一致。

## 武器裝備

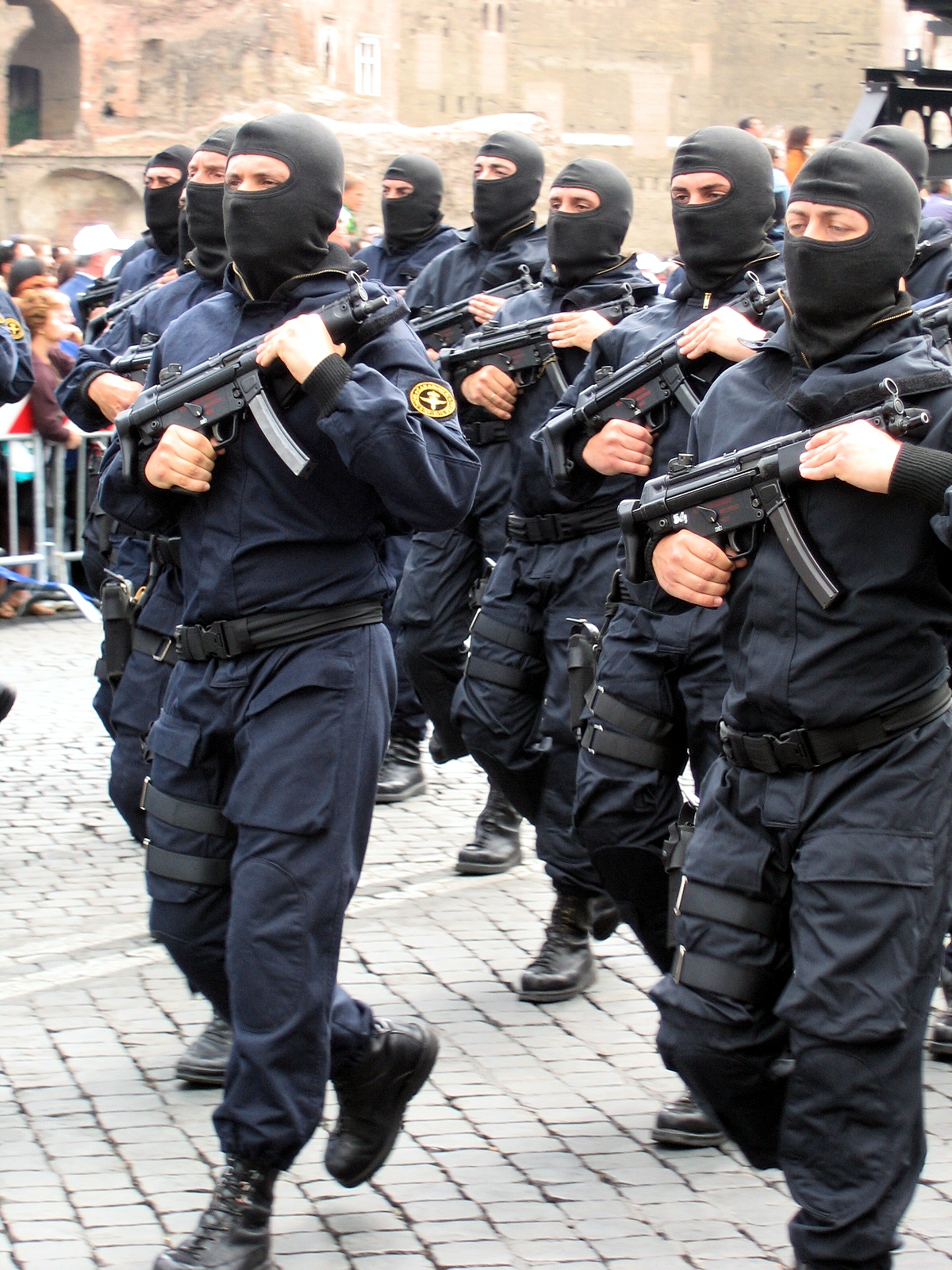
配備MP5衝鋒槍的特勤部隊

### 常規武器
- 手槍：貝瑞塔92（標準配槍）—貝瑞塔8000（供軍官使用）
- 衝鋒槍：貝瑞塔M12
- 突擊步槍：貝瑞塔AR70/90
- 輕機槍：FN Minimi

### 特種武器
以下為卡賓槍騎兵執行特種任務時採用的特殊武器
- 手槍：貝瑞塔93R
- 突擊步槍：貝瑞塔ARX-160突擊步槍、M4卡賓槍
- 衝鋒槍：HK MP5、斯太爾TMP
- 霰彈槍：Franchi SPAS-15
- 精確射擊步槍：毛瑟SP66、HK MSG90
- 狙擊步槍：AWP

## 運載工具

### 汽車
- Bertone Freeclimber
- Toyota Carina 2
- Subaru Legacy SW
- Subaru Forester
- Alfa Romeo 155
- Fiat Brava 1600
- Alfa Romeo 156
- Alfa Romeo 159
- Fiat Panda 4x4

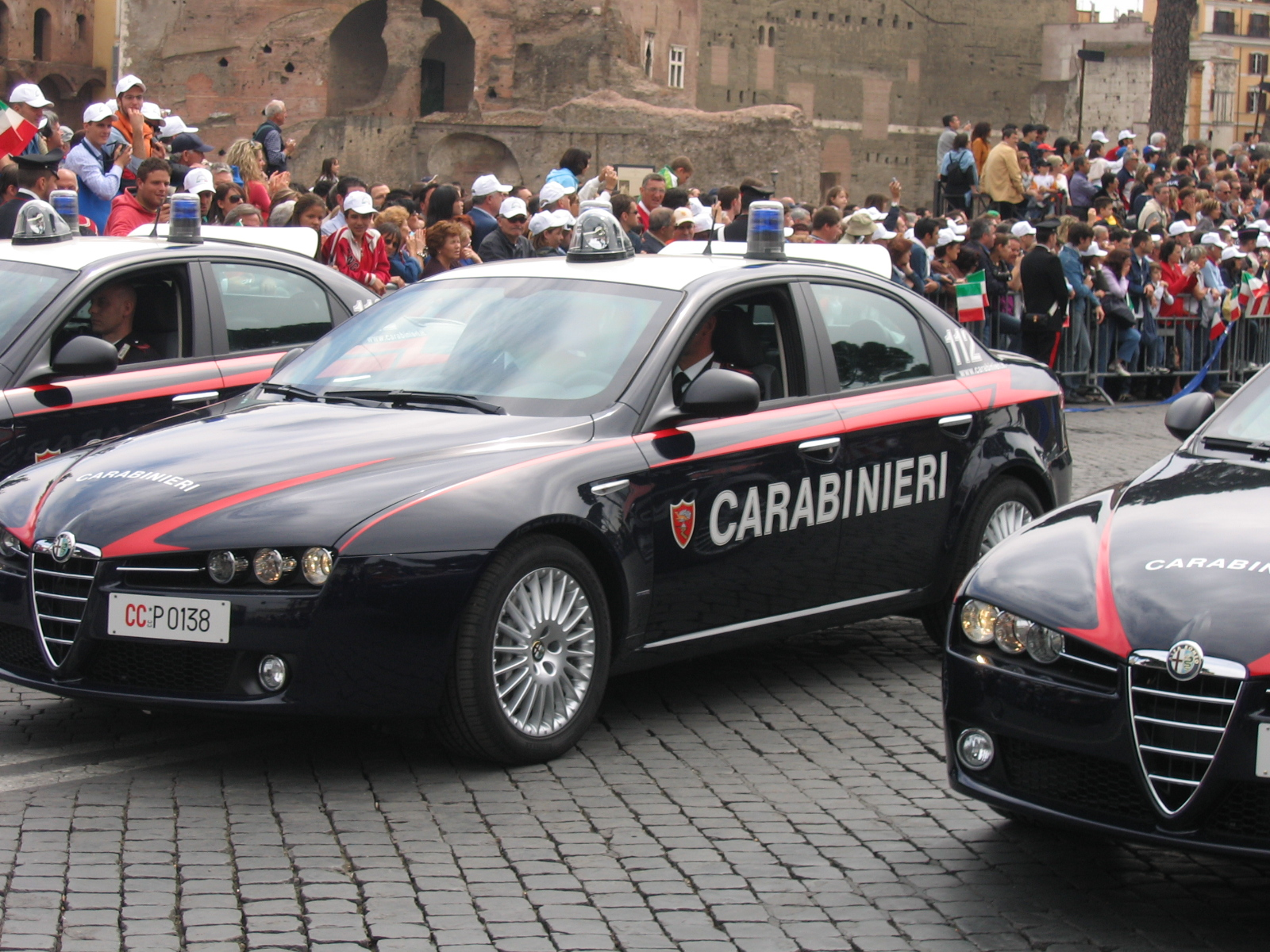
卡賓槍騎警日常日用的Alfa Romeo 159巡邏車

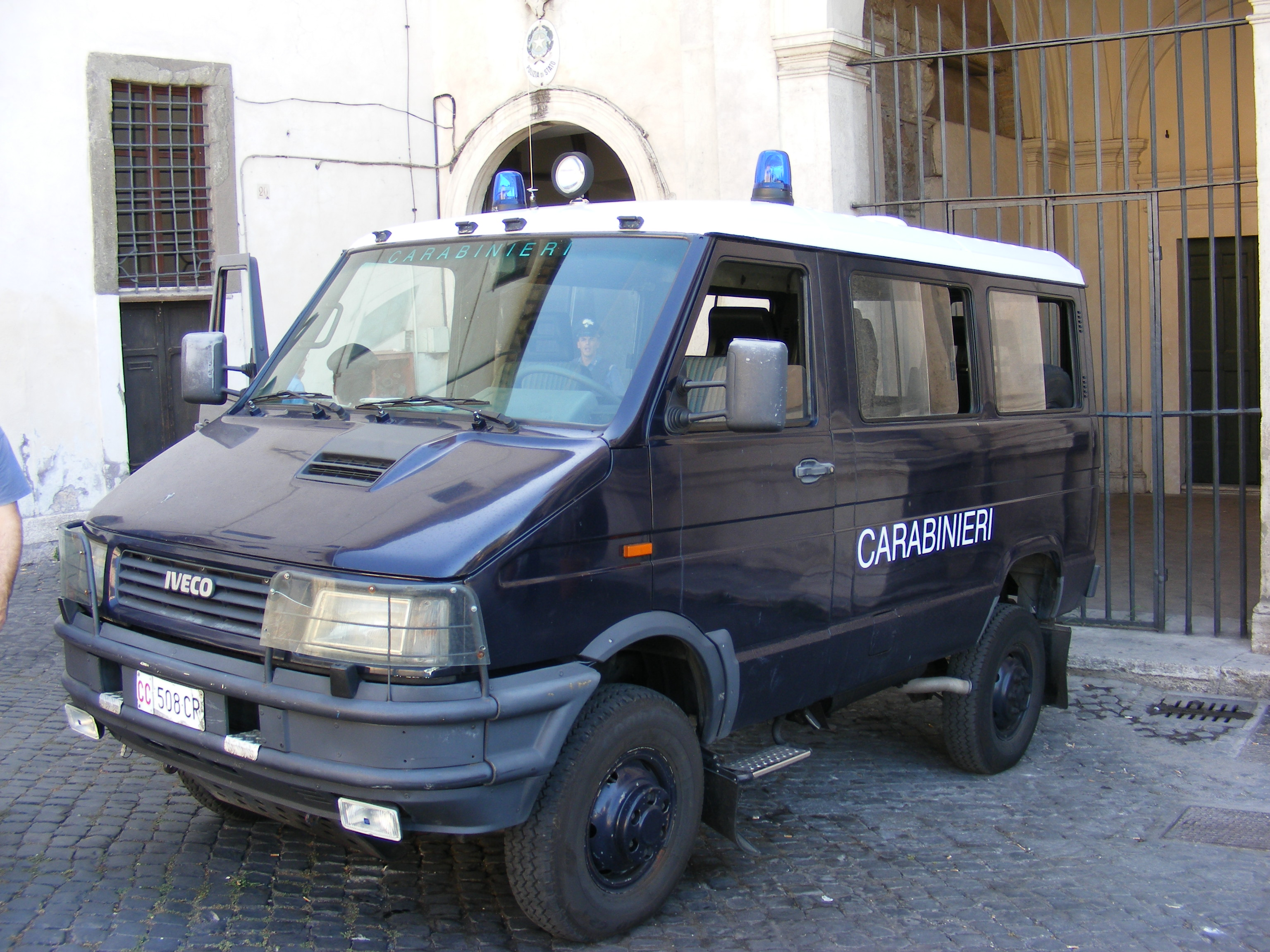
Iveco VM 90箱型車

- Land Rover Freelander
- Land Rover Defender-90 hard top
- Fiat Punto 60 1 ^ series and ELX 2 ^ series
- Fiat Stilo 1.9 JTD
- Fiat Ducato
- Fiat Grande Punto
- Fiat Bravo

### 摩托車

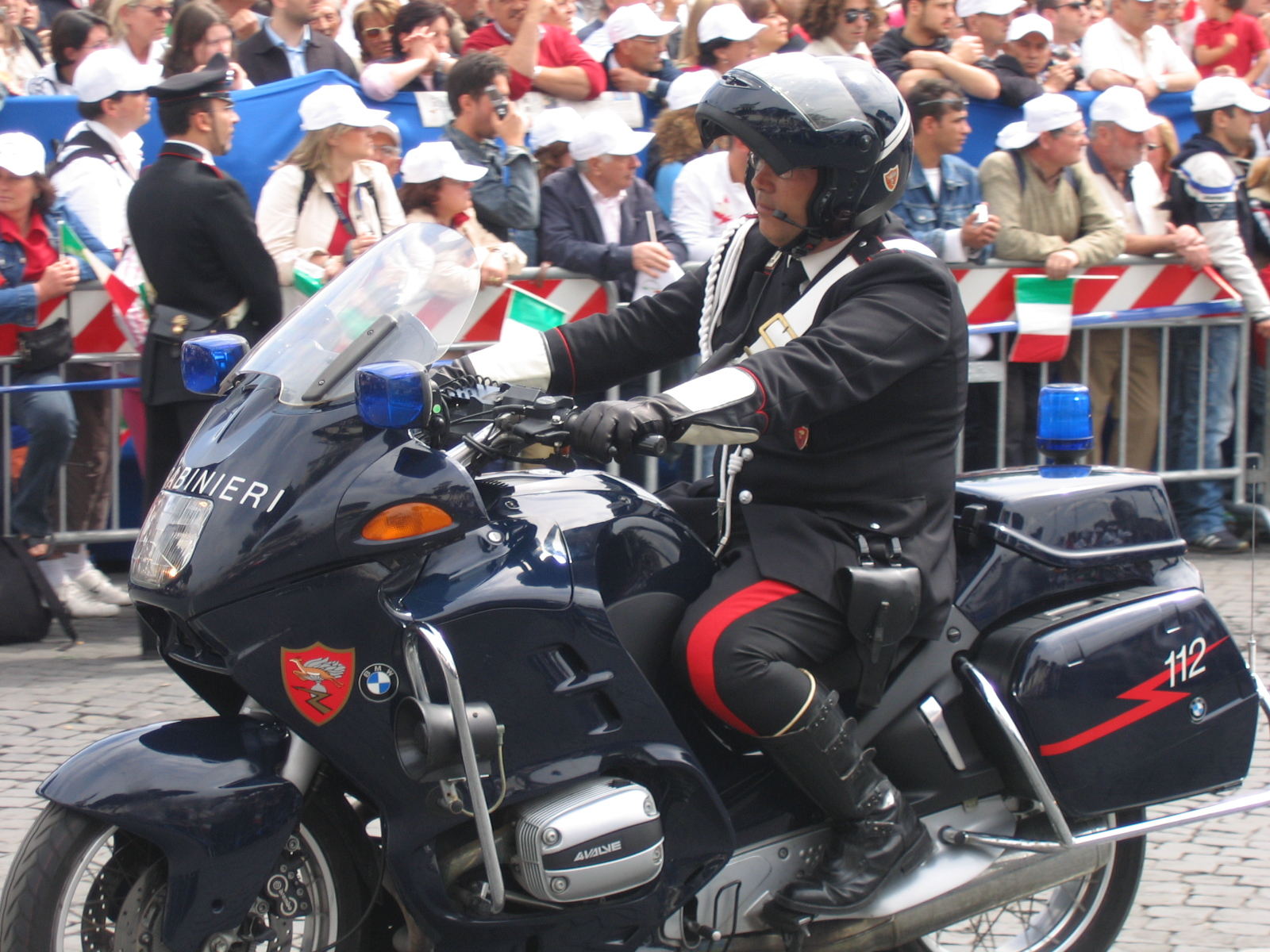
摩托車兵駕駛的寶馬R1100-RTP

- Moto Guzzi California Courassier
- 寶馬摩托車 F650GS and R1100-RTP

### 直升機
- Agusta A109
- Agusta-Bell AB 412
- Agusta-Bell AB 206

### 戰術車輛

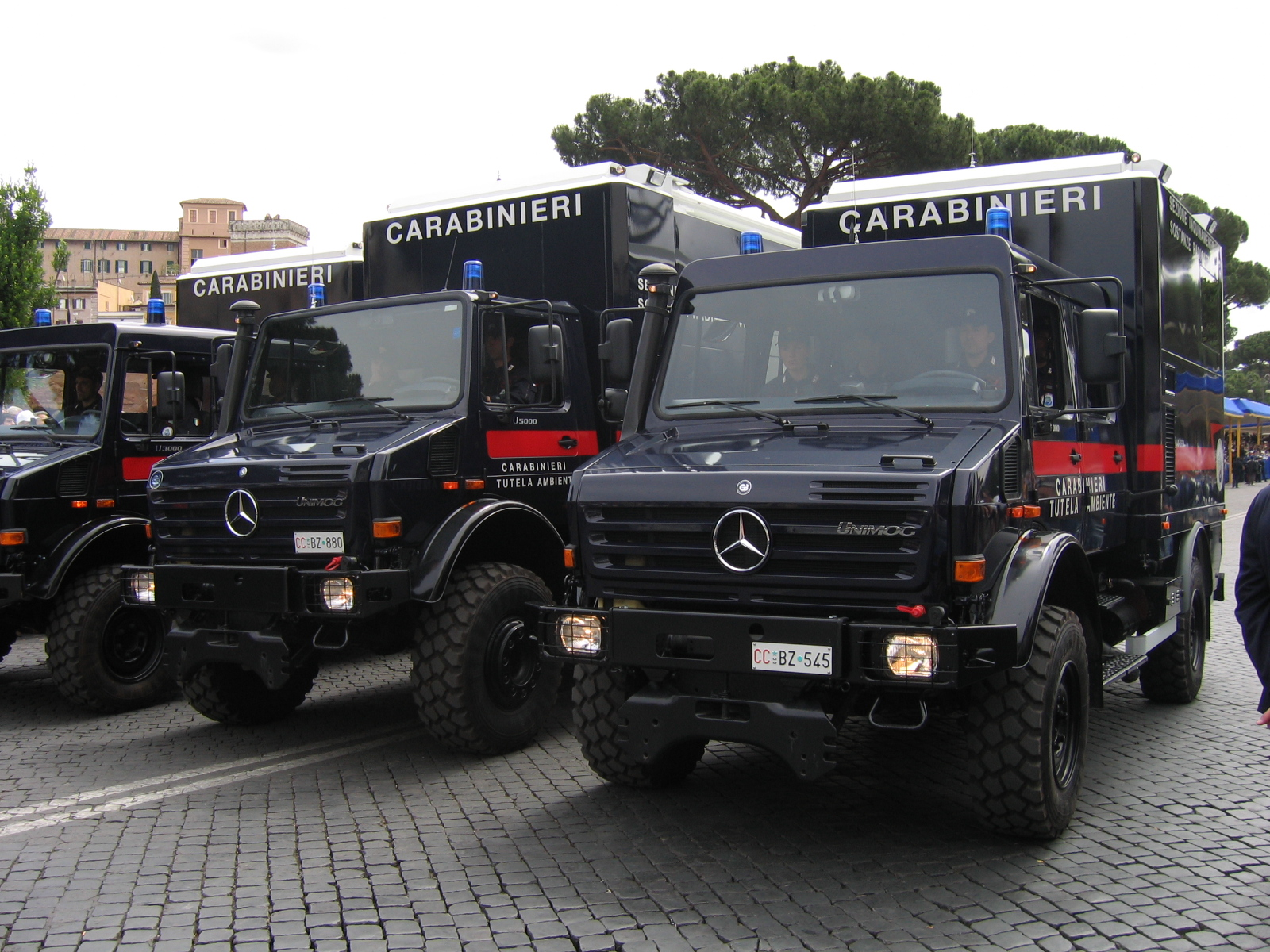
奔馳烏尼莫克 3000 – 5000 型機動核生化處理車

- Land Rover Defender 110 soft top
- IVECO 40.10WM 4X4 越野軍用卡車 - 一款基於Iveco Daily改裝而成的裝甲特種車輛，該車型含有兩個版本，分別為半披甲的“VM90 Torpedo”和全披甲的“VM90 Protected”。
- 烏尼莫克
- Puma 6x6
- Fiat 6616
- VCC1

### 摩托快艇
- Zodiac boats

### 特種車輛

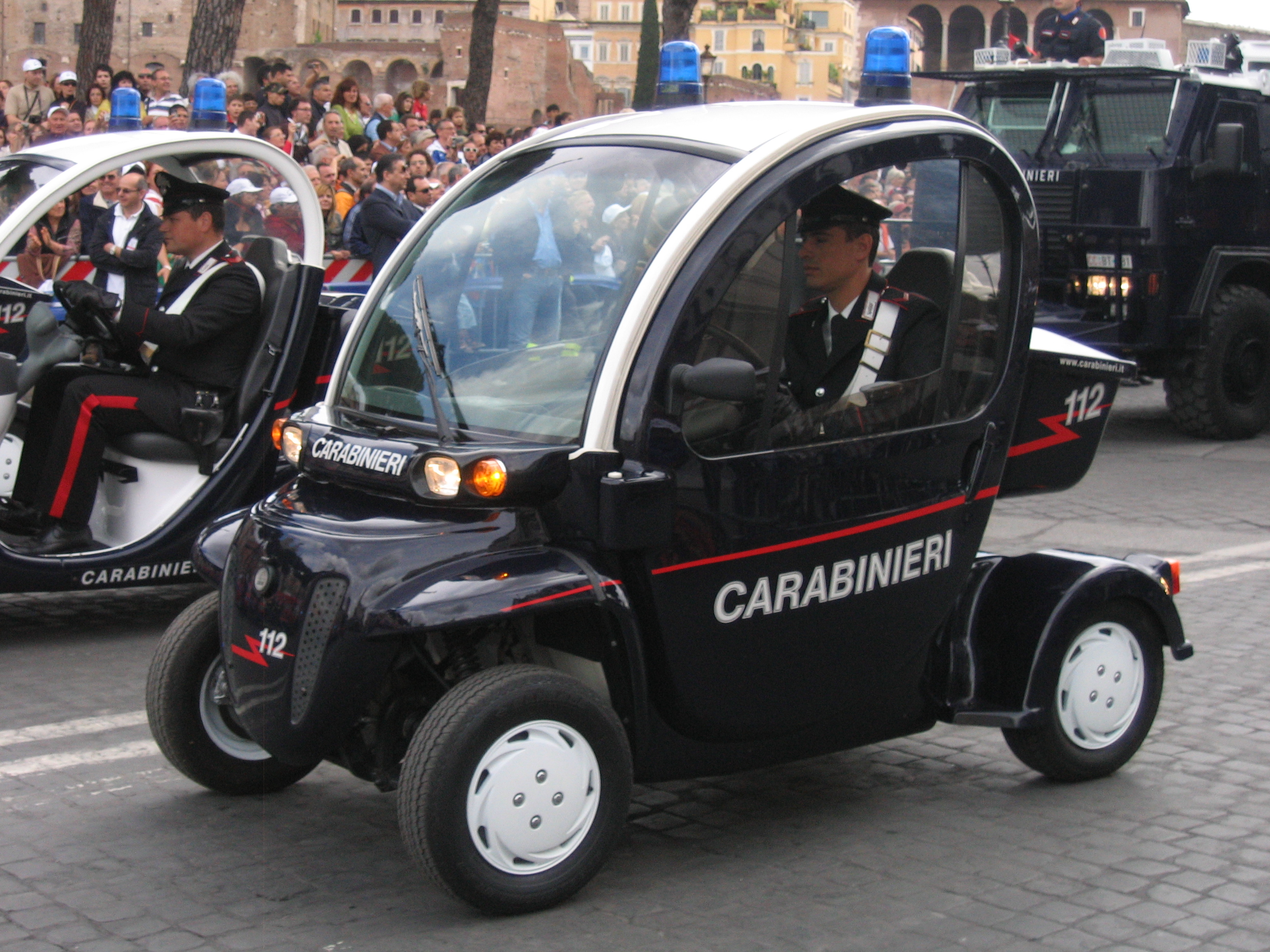
隸屬卡賓槍騎兵的GEM e2「小雞蛋」微型車，用於城區巡邏。

- GEMCAR

## 外部連結
- （英文） Official Carabinieri website （页面存档备份，存于）
- （意大利文） Carabinieri Association website （页面存档备份，存于）